# ميتش بيفان
ميتش بيفان (بالإنجليزية: Mitch Bevan)‏ هو لاعب كرة قدم أسترالي، ولد في 20 فبراير 1991 في بريزبان في أستراليا. لعب مع غولد كوست يونايتد.

## وصلات خارجية
- ميتش بيفان على موقع قاعدة بيانات كرة القدم.إي يو (الإنجليزية)